# Catastrophe du Lutin
La catastrophe du Lutin, sous-marin sister-ship du Farfadet, est une catastrophe maritime survenue dans la lagune de Bizerte en Tunisie, le 16 octobre 1906. Le naufrage coûta la vie à 16 membres de l'équipage.

## Déroulement
Le 16 octobre 1906, le Lutin appareille et quitte Sidi-Abdallah pour une sortie d'exercice. Il sombre à 10 h 30 à un mille (1 852 m) de la passe Est. La raison du naufrage est un caillou qui aurait gêné la fermeture d'une vanne et entraîné l'éclatement d'un ballast. Le remorqueur accompagnateur Ichkeul donne immédiatement l'alerte. Ce dernier doit d'abord identifier l'endroit précis où se trouve le submersible. Les remorqueurs français Polyphène et Dromadaire quittent aussitôt Toulon avec du matériel de sauvetage. Les Britanniques dépêchent sur les lieux du sinistre, le HMS Implacable, le HMS Carnarvon et le HMS Albatross (en). Le 16, une houle importante sur le lac de Bizerte rend les manœuvres de dragage difficiles. Des chaloupes britanniques arrivent en renfort le 17 ainsi que le navire de sauvetage danois et ses scaphandriers chevronnés, le Switzer. Une drague touche un objet par 36 mètres de fond. Le scaphandrier français Sigonio localise définitivement l'épave. Le 19 octobre 1906, le ministre de la Marine française, Gaston Thomson ayant voyagé sur la Jeanne d'Arc, débarque, comme il l'avait fait lors de la catastrophe du Farfadet à l'arsenal de Bizerte. Il est accompagné d'une commission d'enquête présidée par le concepteur de la classe Farfadet, Gabriel Maugas. Un scaphandrier aperçoit les deux premiers corps à travers le capot entrouvert. Le ministre accompagné de Maugas effectue une plongée avec le Korrigan et repart le soir même à bord du Jeanne d'Arc. Le 23 octobre 1906, après sept tentatives, le sous-marin est arrimé sous un dock flottant comme le fut le Farfadet, et est transporté vers un bassin de radoub. Les cadavres des 16 membres d'équipage sont extraits de la coque le 27 octobre 1906.

### Obsèques
|  | Les obsèques officielles des seize marins ont lieu à Sidi-Abdallah, le 30 octobre 1906, elles sont présidées par l'évêque de Carthage, Barthélemy Combes. |

#### Liste des victimes
- Lieutenant de vaisseau Oscar Fépoux, commandant du Lutin. Marié, 1 enfant. Inhumé à Paris, cimetière du Père-Lachaise.
- Enseigne de vaisseau Jean-Baptiste Millot, commandant en second. Célibataire. Inhumé à Hennequeville (Calvados). Il était le fils du général Gabriel Jean Millot.
- Second maître mécanicien torpilleur Jean-Yves Nicolas. Marié, 2 enfants. Inhumé à Brest.
- Second maître torpilleur François-Marie Bourgès. Marié.
- Quartier-maître mécanicien torpilleur Henri Bardane. Inhumé à Bayonne.
- Quartier-maître mécanicien torpilleur Fortuné Guézel. Inhumé à Quiberon.
- Quartier-maître mécanicien torpilleur Pierre Monsarrat. Célibataire.
- Quartier-maître mécanicien Gustave Clairet. Célibataire.
- Quartier-maître mécanicien Louis Sicher. Veuf, sans enfant. Inhumé à Cercoux (Gironde).
- Quartier-maître mécanicien Eugène Fortain. Inhumé à La Rochelle.
- Quartier-maître torpilleur Noël Donval. Marié, 1 enfant. Inhumé à Lannion.
- Quartier-maître torpilleur Louis-Charles Ollivier. Célibataire. Inhumé à Brest.
- Quartier-maître torpilleur Eugène Maingault. Célibataire.
- Matelot torpilleur breveté Olivier-Charles Antoine. Célibataire. Inhumé à Brest.
- Matelot torpilleur breveté François Bellec. Célibataire. Inhumé à Brest.
- Matelot timonnier breveté Louis Dufau. Célibataire. Inhumé à Biarritz.

## Devenir duLutin
Le Lutin, à la suite de son naufrage survenu le 16 octobre 1906 est déclassé à Toulon le 6 septembre 1907 et y est vendu, le 2 août 1911.

## Reconnaissances
.

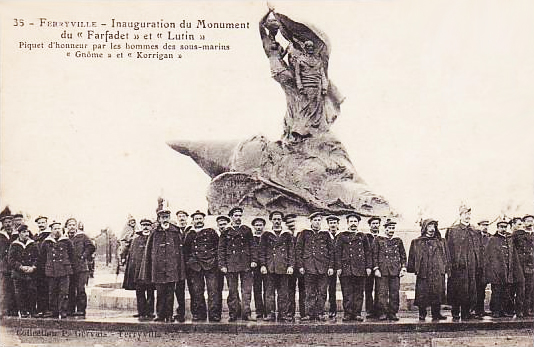
Inauguration du monument aux victimes du Farfadet et du Lutin par les équipages du Korrigan et du Gnôme (les deux seuls navires de la classe Farfadet n'ayant pas fait naufrage), à Ferryville, le 10 janvier 1909

- Un monument aux morts, dédié également aux victimes du Farfadet, est inauguré sur une place de Ferryville le 10 janvier 1909. Il est en bronze et est dû au sculpteur Émile Gaudissard. En 1961, il est déménagé puis est rapatrié à l'arsenal de Toulon où il reste quelques années puis à celui de Lorient. Enfin, à la suite d'une demande expresse de la ville, il est adopté par la commune de Mourenx qui ne disposait pas jusqu'alors de monument aux morts. Il y est inauguré le 9 novembre 1969.
- Une cérémonie officielle s'est déroulée à Mourenx le 2 octobre 2005 pour marquer le centenaire du naufrage.
- Depuis, tous les premiers dimanches d'octobre, une cérémonie d'hommage se déroule face au monument à Mourenx.

## Presse d'époque

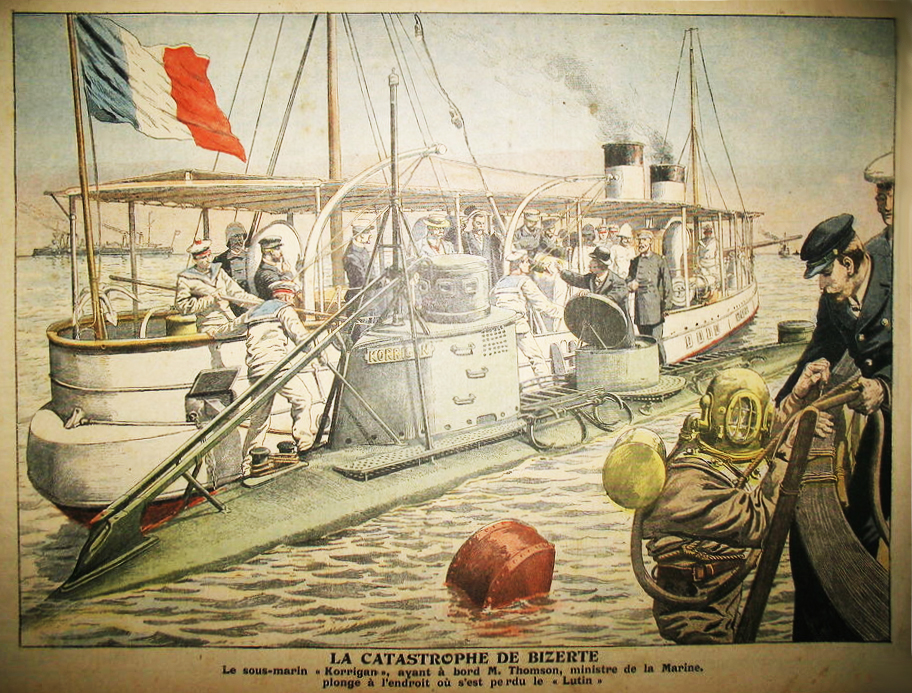
Le ministre Thomson à bord du Korrigan - Le Petit Parisien - octobre 1906.
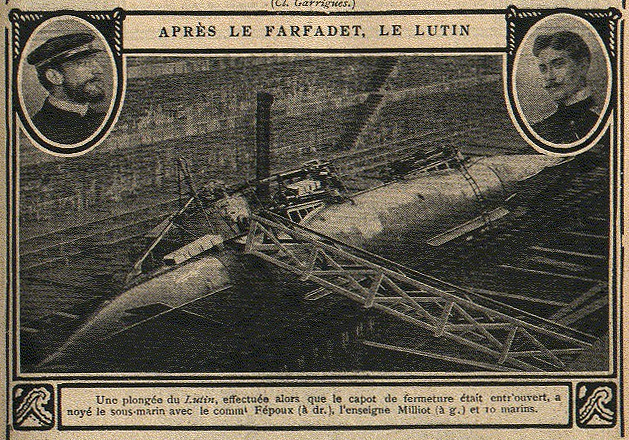
Après le Farfadet, le Lutin... - Almanach Hachette, 1908.
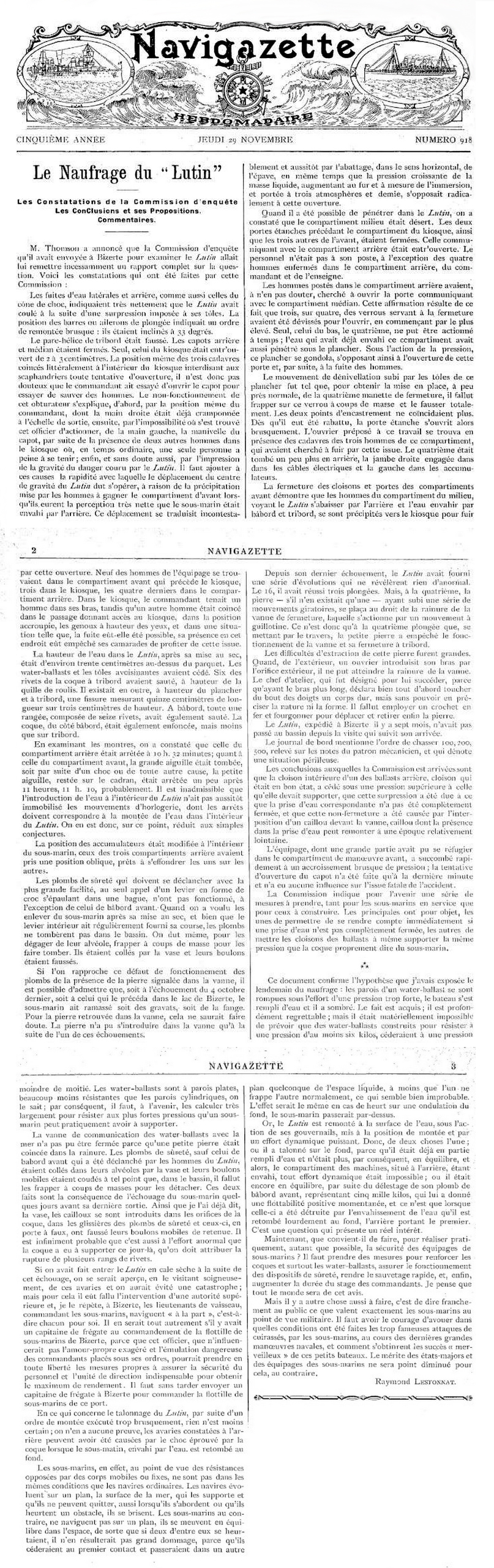
Rapport de la commission d'enquête sur le naufrage du Lutin - Navigazette du 29 novembre 1906.

## La classeFarfadet(1901-1913)
La classe Farfadet comptait 4 sous-marins.
- Farfadet puis Follet (Q 7) (1901 - 1913)
- Gnôme (Q9) (1902 - 1906)
- Korrigan (Q8) (1902 - 1906)
- Lutin (Q10) (1903 - 1907) sombre au même endroit que le Farfadet, le 16 octobre 1906 avec 16 personnes à son bord.